# Métro léger de Kiev
Le métro léger de Kiev (en ukrainien : Київський швидкісний трамвай) est un réseau de métro léger, intermédiaire entre le métro de Kiev et le tramway de Kiev, qui dessert la ville de Kiev, en Ukraine . 

## Histoire
Les travaux débutent en 1978.
Il se divise en deux parties : 
- Ligne rive droite (ukrainien : Правобережна лінія) fermée entre 2008 et 2010 pour modernisation ;
- Ligne rive gauche (ukrainien : Лівобережна лінія) construite entre 1993 et 2000[2] ; fermée entre 2010 et 2012[3] pour être interconnectée avec le train urbain électrique.

Il a longtemps fonctionné avec des rames fabriquées en république tcheco-slovaque avant d'inclure des rames modernes qui firent passer la vitesse de 30 km/h à 60 km/h.

## Infrastructure

### Aperçu général

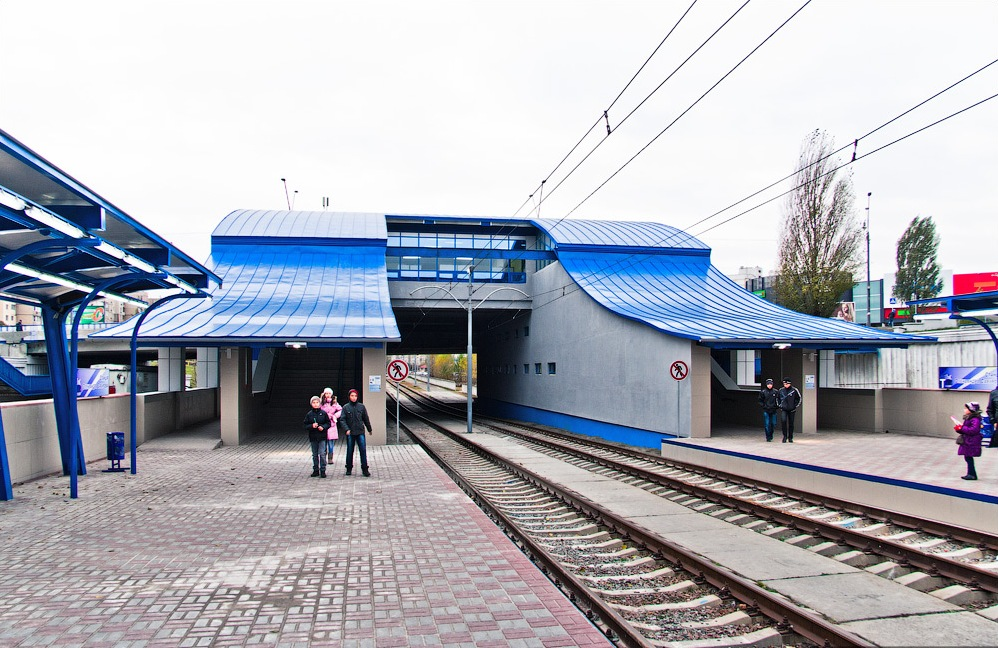
Station Serge Lifar, rue Honoré de Balzac, raïon de Desna,
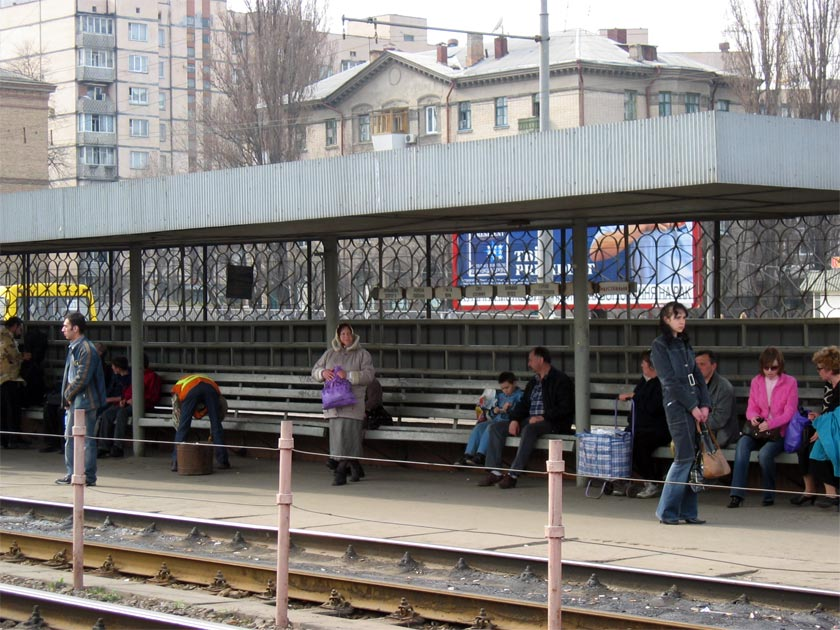
station Industrielle.